# Brouwerij De Kroon (Oirschot)

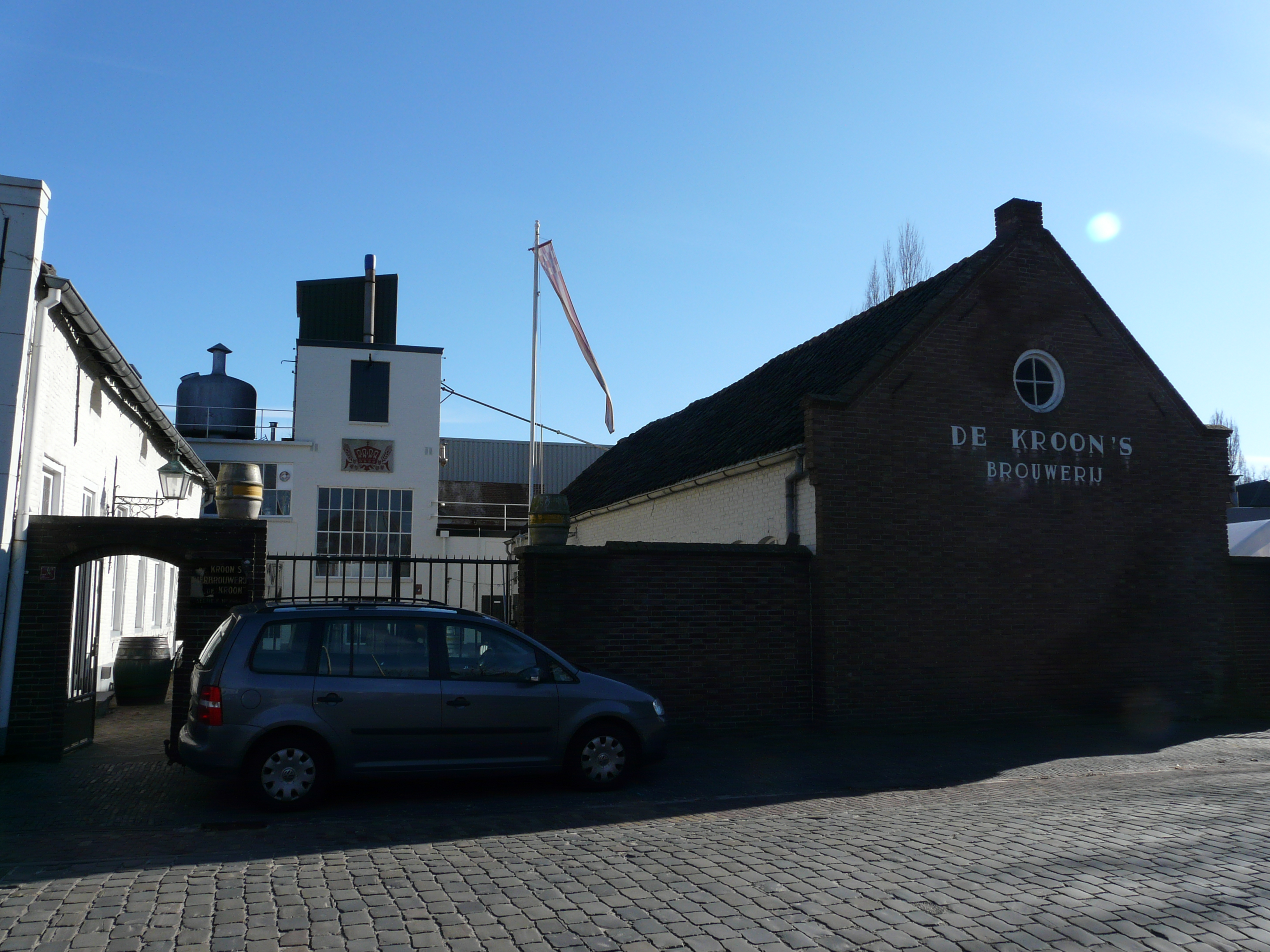

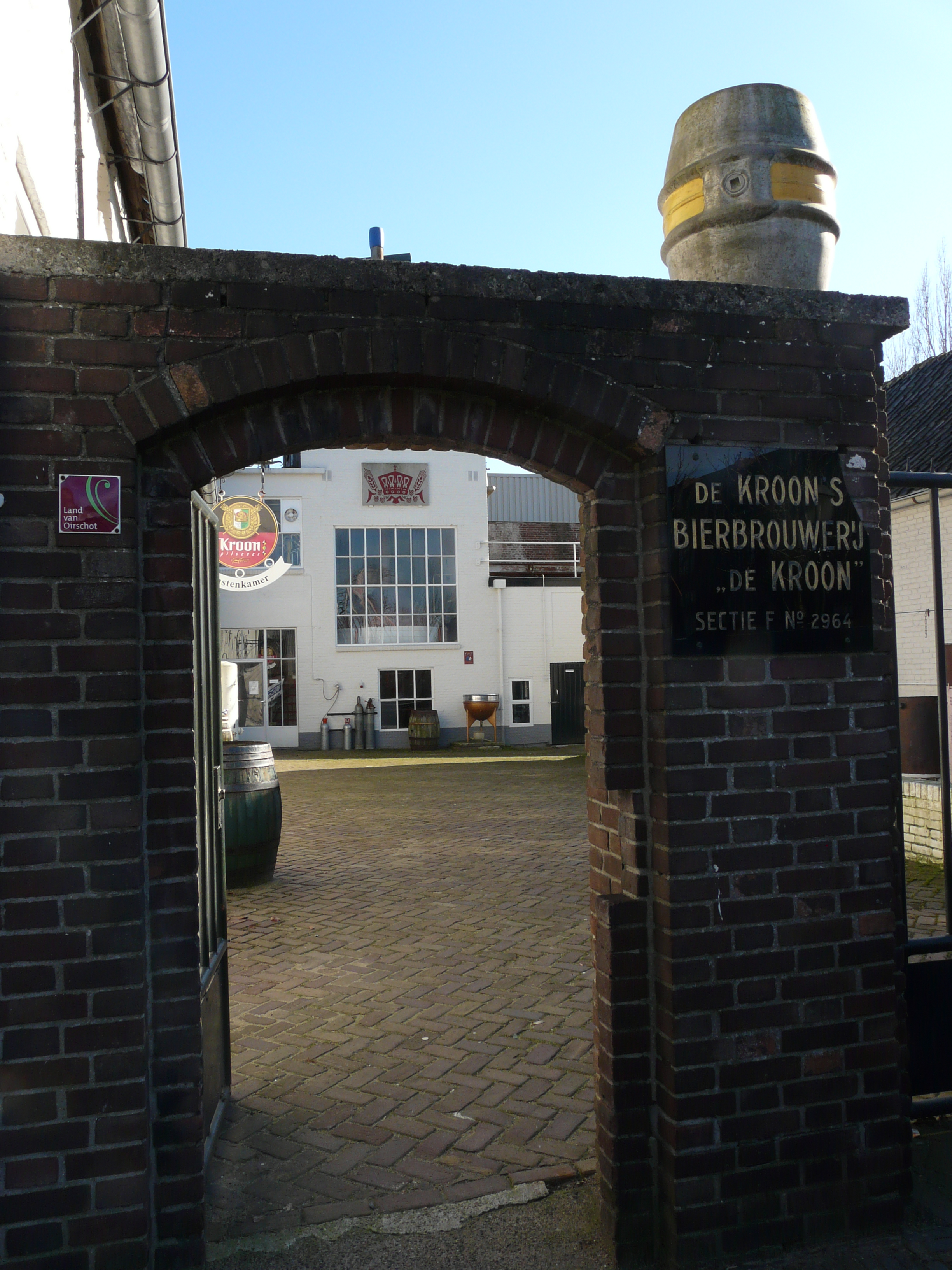

Brouwerij De Kroon was een bierbrouwerij te Oirschot die bestaan heeft tot 1996. Het was een van de oudste familiebedrijven van Nederland, waarvan de geschiedenis terug is te voeren tot 1672. 

## Geschiedenis
De grond aan de Koestraat waarop de brouwerij zou verrijzen was in 1659 in handen van Jan van Elmpt, die gelegenheidsbrouwer was. Een dergelijke brouwer tapte zijn zelfgebrouwen bier in de herberg die hij bezat. In 1672 verkocht hij een deel van de grond aan Arnold Fey, die woonde in het Hof van Solms, dat naast deze grond was gelegen.
De grond werd in 1675 overgenomen door Jans schoonzoon Jan Aerts van Croonenborch, die er een huis bouwde. Zijn broer Daniel Aerts van Croonenborch was eveneens gelegenheidsbrouwer. Toen beide broers de brouwerij van Jan overnamen, verkochten ze de grond en het huisje aan wijnhandelaar Adriaan van Riethoven, die er een fraai woonhuis met bedrijfsruimte bouwde dat in 1682 gereed kwam en ook nu nog bestaat.
In 1699 werd het huis verkocht aan Gerit van Heumen, en het is daarna, soms via de vrouwelijke lijn, in de familie gebleven. Vermoedelijk is de bedrijfsruimte steeds als brouwerij in gebruik geweest. Een der dochters trouwde in 1730 met Cornelis Dieliszoon de Croon, die het bedrijf in 1777 op zijn naam kreeg. Omstreeks deze tijd werd de C door een K vervangen en sprak men van De Kroon.
Het aantal brouwers te Oirschot bedroeg ooit acht, waarvan er in 1900 nog vier over waren. In 1916 waren er nog twee brouwers. De concurrerende brouwer was Anthonie Somers van hotel-restaurant De Zwaan. De brouwerij werd in 1916 door De Kroon overgenomen. Via huwelijk kwam ook brouwerij De Doornboom te Middelbeers in bezit van De Kroon. Hier kwam een bottelarij en limonadefabriek.
In 1996 werd Brouwerij De Kroon voor de helft overgenomen door Bavaria uit het naburige Lieshout. Oorspronkelijk was de bedoeling om gezamenlijk sterker te staan en investeringskosten te kunnen dragen, maar in 1999 kwam de brouwerij geheel in handen van Bavaria. Er waren toen 20 medewerkers in dienst. De productie werd overgebracht naar Brouwerij Koningshoeven te Berkel-Enschot. De Oirschotse brouwerij werd in 2002 gesloten, waarmee een einde kwam aan een lange traditie.
De voormalig directeur, Gerard de Kroon, startte enige maanden later de Brouwerij Oirschots Bier in hetzelfde pand. Dit is tegenwoordig een kleine museumbrouwerij. Het merk Kroon Bier mocht echter niet meer worden gevoerd. Het tegenwoordig gebrouwen Oirschots Bier kan alleen door bezoekers worden gekocht.
Sinds 2015 wordt er op de locatie van de Kroon aan de koestraat in Oirschot weer bier gebrouwen door Brouwerij Vandeoirsprong. 